# Le Chambon-Feugerolles

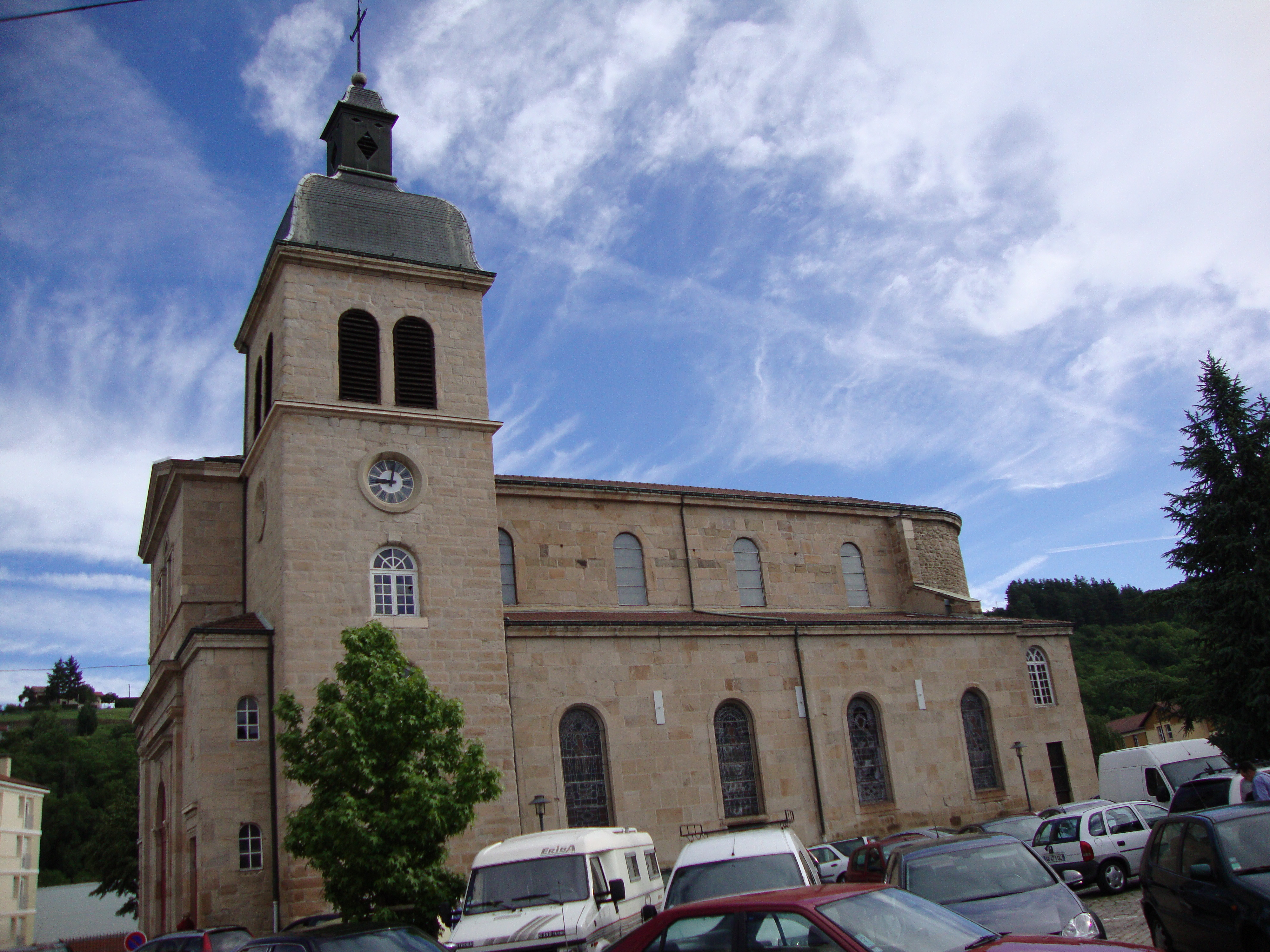
Kościół w Le Chambon-Feugerolles, 2010

Le Chambon-Feugerolles – miejscowość i gmina we Francji, w regionie Owernia-Rodan-Alpy, w departamencie Loara.
Według danych na rok 1990 gminę zamieszkiwało 16 070 osób, a gęstość zaludnienia wynosiła 918 osób/km² (wśród 2880 gmin regionu Rodan-Alpy Le Chambon-Feugerolles plasuje się na 45. miejscu pod względem liczby ludności, natomiast pod względem powierzchni na miejscu 623.).